# 游戏引擎

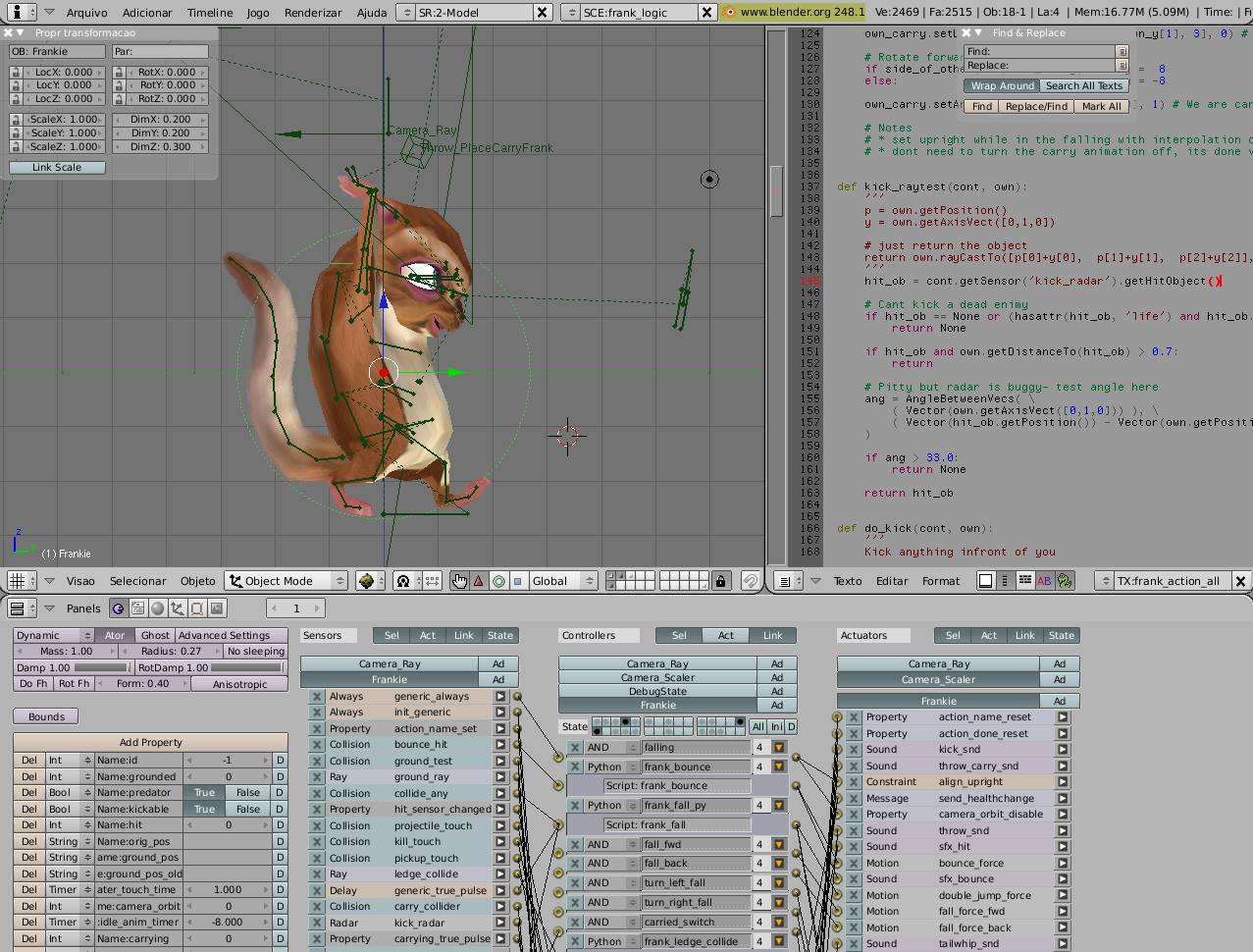
展示了游戏引擎的外观与作用

游戏引擎是指一些已編寫好的可編輯電腦遊戲系統或者一些交互式实时图像应用程式的软件核心组件。這些系統為遊戲設計者提供各種編寫遊戲所需的各種工具，其目的在於讓遊戲設計者能容易和快速地做出遊戲程式，而不需要由零開始手工编码。大部分都支持多种作業系統平台，如Linux、Mac OS X、Windows。大多数游戏引擎包含以下系统：渲染引擎（即「渲染器」，含二维图像引擎和三维图像引擎）、物理引擎、碰撞检测系统、音效、脚本引擎、电脑动画、人工智能、网络引擎以及场景管理等。

## 概况
游戏引擎提供一系列可视化开发工具和可重用组件。这些工具通过与开发环境进行集成，方便开发者简单、快速进行数据驱动方式的游戏开发。为了提高游戏开发人员的开发效率，引擎开发者会开发出大量的游戏所需要的软件组件。大多数引擎集成了图形、声音、物理和人工智能等功能部件。游戏引擎会被称为“中间件”，因为它们可以提供灵活和重用平台，向游戏开发者提供所需要的全部核心功能，从而节省大量的游戏开发费用，降低开发的复杂性，缩短游戏的上市时间，所有这些对于高竞争性的游戏产业来说都是关键因素。诸如虚幻系列引擎、id Tech、Unity3D、Frostbite Engine、zerodin引擎、Doom3引擎、CryENGINE、3DGame Studio、RenderWare、Gamebryo、Virtools、RE引擎和Source引擎等引擎。
与其它中间件解决方案一样，游戏引擎通常提供平台抽象层，实现同一款游戏可以在各种平台上运行，包括游戏机和个人电脑，而只需要改动少量的源代码。一般来说，游戏引擎均设计成基于组件的架构，方便进行特定子系统的替换或者添加新的引擎中间件（通常成本较高）从而实现功能的扩展。比如Havok引擎、Miles Sound System声音引擎和Bink图形引擎等。一些游戏引擎如RenderWare引擎由一些松耦合的游戏中间件组成，可以根据需要定制出游戏引擎。通过组件技术，可以实现游戏引擎的扩展性，而扩展性通常是游戏引擎优先考虑的特性。游戏引擎经常会应用于交互应用的实时图像显示，比如营销演示、建筑可视化、训练模拟、环境建模。
引擎作为一个中间层，他能够将同一个游戏表现在不同的游戏平台之上，诸如：个人电脑、PlayStation、PlayStation 2、PlayStation 3、Xbox、Xbox 360、Wii和任天堂游戏机。一些游戏引擎通常被设计为部分组件可以替换或增加新组件，从而增强引擎的表现能力。当然这样的引擎也会更昂贵。可用于增加功能的组件有用于物理计算的Havok，处理声音的FMOD，加快渲染速度的SpeedTree等。一些引擎直接设计为组件分离，用户根据需要自己组装引擎组件比如RenderWare引擎。但这样的设计给引擎的开发带来了更高的难度，因为设计者要更多考虑各组件之间的协调问题。
一些游戏引擎只包含实时三维渲染能力，不提供其它游戏开发功能。这些引擎需要游戏开发者自行开发所需功能，或者集成其他现有的游戏组件。这此引擎通常被称做“图像引擎”、“渲染引擎”或者“三维引擎”，而非“游戏引擎”。这个术语的定义已经有些模糊，因为很多特征明显的三维游戏引擎被简称为“三维引擎”。一些图像引擎如：Genesis3D、Irrlicht、OGRE、RealmForge、Truevision3D和Vision引擎。现代游戏或图像引擎通常提供场景图形结构，该结构采用面向对象的方式表示三维游戏世界，方便进行游戏设计和高效渲染虚拟世界。

## 硬件概念
3D引擎的渲染系统通常建立在一套高级图像API之上，诸如Direct3D或OpenGL，这些API封装了GPU和显卡的部分功能。级别低一点的如DirectX、SDL和OpenAL也经常使用，他们提供对其他硬件设备的独立支持，诸如输入设备（鼠标、键盘、控制杆）、网卡、声卡。在硬件加速圖形卡出现以前，开發者使用软件渲染。现在软件渲染依然被广泛用于非及时图像的渲染，或者是用戶的硬體設備不支持硬件渲染。

## 中间层
一些引擎开发者以开发整个游戏引擎而著称，他们试图开发一个具有所有游戏元素的引擎，包括图像、声音、物理、人工智能。比如Gamebryo和RenderWare就是这样的引擎。
也有一些开发者只专注于开发引擎的某一部分，但他们取得的成就往往比全功能引擎还高。SpeedTree就是一个很好的例子，他适用于大规模植被的渲染，被使用在Playstation 3、Xbox 360，微软开发的一些RPG，以及上古卷轴4：遗忘。
一些引擎提供完整的源代码，其他的只提供一个经过封装的API接口，使用者用过调用DLL文件来使用这个引擎。还有一些引擎将引擎二进制包和源代码划分开来，前者被免费授权使用，而后者则需要高额的费用来购买使用授权。

### MMORPG中间层
MMORPG的中间层比单机版游戏的中间层更为复杂，但网络游戏的发展促进了这类引擎的开发。一些比较知名的引擎有：
- Gamebryo
- HeroEngine（英语：HeroEngine）
- BigWorld Technology
- Kaneva Game Platform（英语：Kaneva）
- Multiverse Network（英语：Multiverse Network）
- Monumental Technology Suite
- Project Darkstar（英语：Project Darkstar）
- RealmCrafter （页面存档备份，存于）

## 开发者
游戏引擎开发是一个比较热门的职业，它强调学科间的相互合作，诸如几何学、色彩理论、电脑程序等，主要集中在视觉科学领域。一些公司甚至以开发引擎为乐趣和技术追求，而不是用于盈利。比如godot和Blender就是知名免费的开放源代码多平台游戏引擎。

## 参看
- 游戏引擎列表
- 游戏开发者